# نومکس

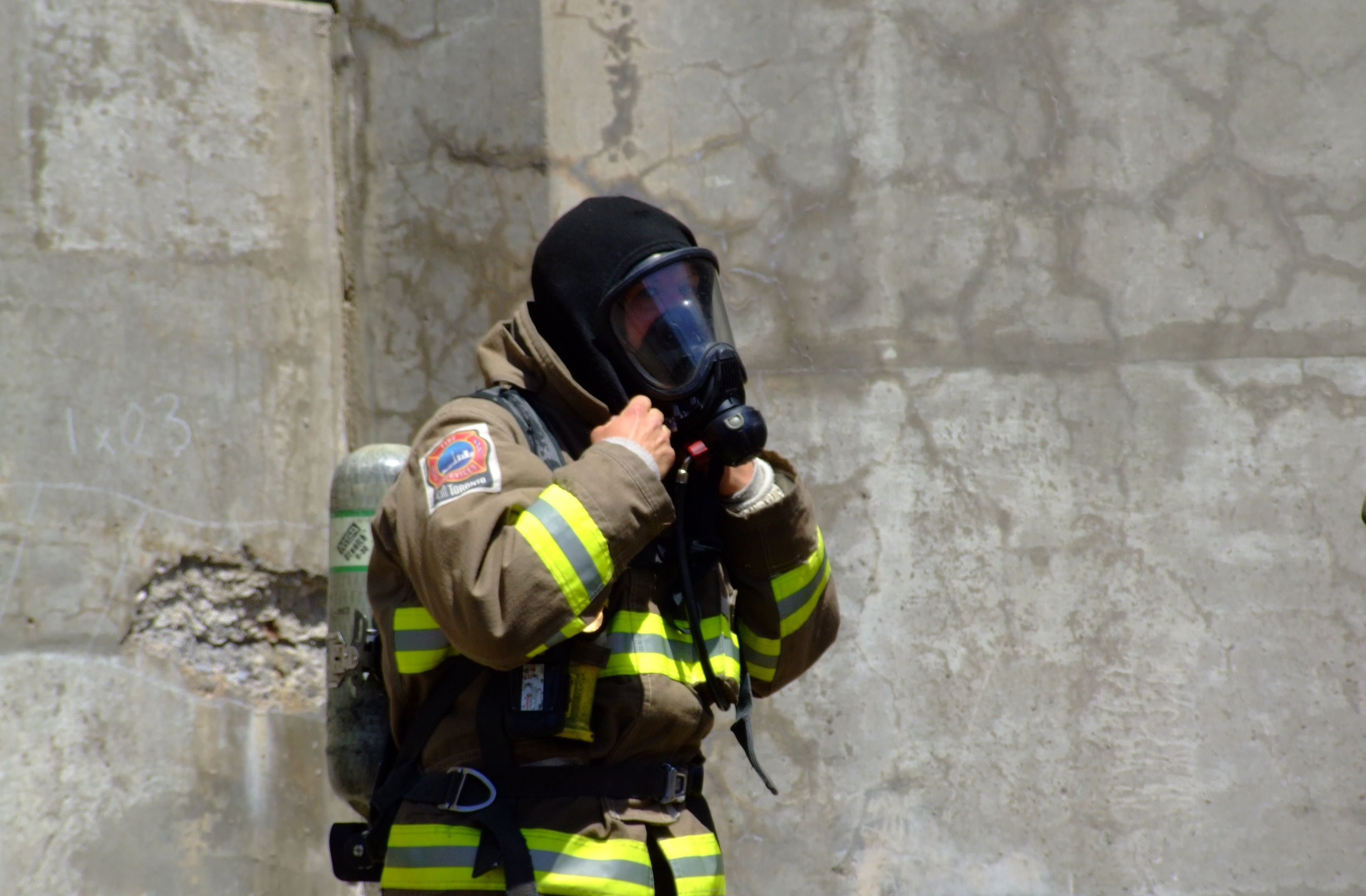
کلاه آتش‌نشانی کانادایی از جنس نومکس

نومکس (Numex) نوعی الیاف است از خانوادهٔ نایلونها.
این نوع نایلون که به وسیلهٔ کمپانی دوپونت تهیه می‌شود، به وسیلهٔ کندانسه شدن دو ماده آروماتیک، متا فنیلین دی آمین و ایزو فتالویل کلراید به دست می‌آید.

## خصوصیات
نومکس دارای نقطه ذوب ۳۷۱ درجه سانتی گراد است (درجه حرارتی که کالا به اتو می‌چسبد ۳۰۰ درجه سانتی گراد است) بنابراین مقاومت حرارتی آن فوق‌العاده زیاد است.
مقاومت شیمیایی آن نیز فوق‌العاده خوب است(تفلون تنها الیافی است که در این مورد از نومکس بهتر است)
اسید و قلیایی رقیق هیچ گونه اثری روی الیاف نمی‌گذارد ولی اسید و قلیایی غلیظ مخصوصاً در حرارت بالا مقاومتش را تا حدودی کاهش می‌دهد.
در مقابل حلالهای الی نظیر فنول، فرمیک اسید و متانول مقاوم است.
تثبیت حرارتی آن فوق‌العاده خوب است؛ به طوری که در درجه حرارت ۲۶۰ درجه سانتی گراد (نقطهٔ ذوب نایلون‌های معمولی) این الیاف فقط ۲٪ ایجاد جمع شدگی می‌کند. در آب جوش نیز در حدود ۲٪ جمع می‌شود.
استحکام الیاف در حدود ۳/۵ گرم بر دنیر(در حالت استاندارد) و در حالت خیس ۱/۴ گرم بر دنیر است.
ازدیاد طول تا حد پارگی ۲۲٪ در حالت خشک و ۱۶٪ در حالت خیس است.
چگالی نومکس ۳۸/۱ است. فشرده بودن ساختمان ملکولی الیاف باعث پایداری در مقابل حرارت و افزایش وزن مخصوص آن است.